# Blockchain na economia
A revolução tecnológica do século XXI possibilitou variadas mudanças no mundo, como por exemplo, a constante utilização do termo Blockchain para indicar o servidor central de chaves criptografadas, possibilitando o surgimento de moedas virtuais como por exemplo o Bitcoin criado em 2008 por Satoshi Nakamoto, com seu valor comparado com o poder de computação das transações por um minerador (computador), beneficiando  não apenas no mundo das moedas virtuais, mas também nas indústrias, governos e comunidades. Os principais sistemas blockchain corporativos, dependem diretamente das chaves dos participantes. A conexão é estabelecida com o objetivo de compartilhar dados da maneira mais segura e isso garante o crescente interesse do setor financeiro que busca mais agilidade,  transparência e principalmente confiabilidade nas suas aplicações.
A busca por essa nova tecnologia teve um crescente aumento quando tornou-se evidente que ela poderia ser utilizada para transferências de qualquer meio digital, possibilitando documentar essas transferências, garantir direitos através de contratos inteligentes e realizar registros de posse de propriedade física e intelectual. Ela, portanto, vem possibilitando a organização e a informatização de processos que antes demandavam um trabalho complexo e intensivo, fazendo eles operarem de maneira mais econômica e mais rápida.[carece de fontes?]

## Características Relevantes
A blockchain está sendo cada vez mais explorada devido ao número de vantagens que ela pode proporcionar. Em geral, ela não é um serviço ou um produto, mas sim uma solução tecnológica (como a internet), de propósito geral. Isso garante que a blockchain não está limitada apenas a algumas áreas da economia, mas pode se fundamentar em diversas aplicações do futuro.
Dentre suas características mais  relevantes, podemos levantar algumas principais como:
Sistema Distribuído
Sua estrutura é no formato de rede e cada nó possui uma boa transparência em relação as transações executadas, caracterizando mais segurança aos membros que utilizam essa tecnologia.
A resiliência do sistema, como um todo, é garantida; já que esses nós participam da validação das informações guiando-se pelas regras pré-estabelecidas pelo consenso geral. Isso proporciona a imparcialidade e a confiabilidade do sistema.
Encadeamento dos registros
Todos os registros realizados na blockchain são escritos em blocos e esses ficam encadeados uns aos outros, com uma base totalmente criptografada.
O bloco é representado por uma cadeia de caracteres que passa a fazer parte do bloco seguinte , garantindo assim uma sequência dos registros e gerando uma imutabilidade dos dados.
Dados Imutáveis
Os dados gravados na blockchain são imutáveis e é possível entender essa característica fazendo uma analogia.  
Existe um bloco "X" que contém alguns dados e uma assinatura eletrônica conhecida como hash(essa assinatura é única e surge através de cálculos feitos na sua criação).
Cria-se um novo bloco "Y", que está pronto para gravação na blockchain, e nesse momento os computadores que estão interligados na rede vão utilizar o hash do bloco "X" para verificar se o bloco "Y" é válido. Se afirmativo, o bloco "Y" é gravado no banco de dados criando um vínculo com o bloco X e também gerando seu próprio hash, que poderá ser utilizado na criação de um novo bloco dando continuidade a sequência. Desta forma, cada bloco terá uma relação com os dados do bloco que o criou.

## Principais Limitações
Mesmo diante de tantos benefícios que a blockchain trás para diferentes setores da economia, ela apresenta algumas limitações que não a torna eficiente
em todas as situações em que ela é utilizada. Um dos pontos a ressaltar é a complexidade; a tecnologia por trás da blockchain é bastante extensa e complexa
o que dificulta em partes, sua manipulação. Contudo existem diversas tentativas de facilitar o processo fornecendo glossários e índices que sejam fáceis de entender e tragam as informações por completo.
Outras desvantagens que podem ser listadas é tamanho de rede, custo de transação, erro humano (É preciso garantir que as informações que entram na blockchain são inerentemente confiáveis, para que os registros sejam realizados com precisão), política e falha de segurança inevitável. Neste último, é possível acontecer de se propagar uma mentira, caso metade dos computadores conectados na rede compartilharem essa mentira; fazendo portanto ela se tornar verdade
na rede. Esse tipo de falha é conhecida como "ataque de 51%", definido assim por Satoshi Nakamoto.

## Aplicações da tecnologia Blockchain

### Justiça eleitoral
No âmbito eleitoral, a blockchain surgiu como uma alternativa ao impasse entre os votos impressos (que iria impactar diretamente na questão dos gastos públicos e do meio ambiente, com a impressão de mais de 140 milhões de comprovativos eleitorais) e dos votos, no modelo atual, via software(devido a possibilidade mais recorrente de fraudes eleitorais ).
As características dessa nova tecnologia, como a descentralização, imutabilidade dos dados e transparência nas operações possibilitaria uma transformação benéfica para as eleições no Brasil, passando mais segurança no que diz respeito a fraudes e possibilitando mais economia. Contudo a proposta da blockchain nas eleições precisa ser verificada tanto na parte técnica, pois é uma tecnologia nova e sujeita a muitas modificações, quanto na parte jurídica.

### Cadastro de Pessoa Física
Utilizada para compartilhamento de dados do cadastro de pessoa física (CPF), a blockchain aparece como uma solução para a problemática deste órgão que precisa organizar mais de 800 convênios de troca de informações com outras instituições. Devido a essa tecnologia conseguir disponibilizar um conjunto de dados com claro rastreamento e de maneira distribuída, torna-se uma atrativa solução de maneira eficiente e segura. Além disso, apresenta-se também o interesse na criação da bCPF, que é uma blockchain para cadastro de pessoas físicas, que fornece uma base de CPF de maneira mais simples.
O sistema foi desenvolvido junto com a empresa Dataprev 
e já está em fase de testes, junto a justiça federal. A estimativa é que no prazo de seis meses, acontecerá a migração dos convênios de troca de informação.
É possível identificar os três principais tipos de participação no modelo blockchain e receita federal, onde destacamos uma participação 
apenas para consumo de dados, uma participação para contribuir com um campo do dado e uma última participação para alteração de dados, realizada
por meios legais, baseando-se nas ações contidas em Smart Contracts.

### Contratos Automatizados
Esses contratos são caracterizados como inteligentes e configurados no modelo de decisão if-this-then-that, o que possibilita que eles executem automaticamente. Podem ser utilizados para
todo tipo de situação que vai desde prêmios de seguro até acordos de financiamento coletivo.
Nos contratos que não são virtuais existe a necessidade de uma terceira pessoal intermediando o processo; já a tecnologia blockchain possibilita que todos os participantes da rede 
tenham acesso aos detalhes do contrato, renunciando assim a necessidade de terceiros, e garantindo que os termos sejam executados quando forem realizadas as condições, de maneira automatizada.
Um destaque relevante é a plataforma Ethereum, que é um projeto de código aberto da blockchain, e tem se mostrado 
necessária na facilitação de contratos inteligentes e na escala de conceito em nível global. Esses contratos além de ter um melhor custo benefício, evitam trabalhos manuais de preenchimento de formulários, e procede de maneira mais rápida sem a dependência de advogados ou outros especialistas da área.

### Registro de terra
O Dubai Land Department (DLD) revelou o interesse em "tornar-se a primeira entidade governamental do mundo a adotar a tecnologia Blockchain". O relato é que o departamento de terrenos de Dubai está registrando e organizando suas transações em uma blockchain, com o objetivo que todas as propriedades presentes em Dubai sejam cadastradas nessa tecnologia em aproximadamente 3 anos. Dentre os registros, segundo a DLD, estão contratos imobiliários, arrendamentos, e todas as vinculações com as empresas de energia elétrica, sistema de telecomunicações e outras empresas que têm relação com propriedade. Além dos registros, será permitido que os inquilinos realizem pagamentos na plataforma sem a necessidade de imprimir qualquer tipo de documento. Todo o processo é realizado de maneira automática e pode ser completado em pouco tempo e em qualquer lugar do mundo.
Algumas propriedades privadas brasileiras também foram registradas em uma blockchain, pela startup americana Ubitquity que solicitou autorização de cartórios de dois municípios brasileiros (Pelotas e Morro Redondo, ambas do Rio Grande do Sul) e pretende expandir para outras regiões. Dentre as informações presentes no sistema estão endereço completo, proprietário, classificação por zona e número de parcela. O objetivo da implementação do programa é diminuir a burocracia de registros de imóveis, possibilitando mais comodidade e economia de tempo e de dinheiro.

### Internet das Coisas (Iot)
Existem diferentes utilidades de uma blockchain na internet das coisas, como exemplo impressoras solicitando toner automaticamente através da tecnologia ou um projeto de rastreamento de frutos do mar se movimentando na cadeia de suprimentos. Mesmo parecendo projetos fora da realidade, a blockchain permite planejar e até mesmo implementar esses sistemas. Um dos maiores problemas da Internet das coisas é garantir a proteção de seus dispositivos, fazendo com que o problema de segurança se coloque em uma escala inimaginável. Contudo se uma blockchain for implementada para esse fim, pode ser usada de maneira padrão em softwares e equipamentos, para provar  a identidade do usuário, fazer o registro de seus estados e fazer a validação das atualizações no sistema; minimizando de maneira significativa a insegurança.

### Jogos
Empreendedores da área de jogos e do blockchain se uniram para a criação da Blockchain Game Alliance, com o objetivo de criar soluções para jogos utilizando a tecnologia blockchain. 
Essa junção promete facilitar a pesquisa e o desenvolvimento para os integrantes do grupo, promovendo mudanças que vão proporcionar uma melhor experiência de usuário.
Também utilizada nas taxas dos gateways a blockchain permite a realização de transações dos jogadores (que efetuam pagamentos dos jogos, das assinaturas e realizam negociações), de maneira mais eficiente e simples.
A XAYA apresenta-se como a evolução dos jogos de videogames e revela a ideia que a união de jogos com a blockchain trará a nova geração de games. Caracteriza por ser uma blockchain personalizada e específica para jogos em tempo real, a XAYA é sem custos e amplamente escalável de maneira descentralizada.. Ela permite que seus usuários acessem suas carteiras de jogos de forma integrada e registrem seus nomes e contas para usar em outros jogos na XAYA. Seu primeiro jogo lançado será um jogo de estratégia chamado de "O Treat Fighter" e fora desenvolvido pela TrickyFast Studios. Um outro lançamento que promete ser o mais popular entre os jogos Blockchains é chamado de "O soccer Manager Crypto" e ainda está em desenvolvimento.

### Fornecimento de energia
A blockchain tem aparecido como uma eficiente solução para negociação de energia. Essa tecnologia permite que sejam registradas todas as transações envolvidas que vão desde de serviços públicos que compram e vendem energia, até os consumidores. Ela também é utilizada na implementação de micro redes de energia renovável e as redes são de escalas de bairros ou de cidades com energia solar gerada pela população. A tecnologia por trás da blockchain e da internet das coisas, são algumas das novas ferramentas que estão dando base ao crescimento industrial da energia solar, um crescimento bastante amplo, que facilita a construção de soluções para geração, venda e distribuição de fontes de energia limpa.

### Pix (Banco Central do Brasil)
O Pix é um sistema de pagamentos instantâneos lançado pelo Banco Central do Brasil em 5 de outubro de 2020. Suas chaves de transação podem ser cadastradas utilizando os números do telefone, CPF, e-mail ou mesmo uma chave aleatória que possibilita o acesso aos dados bancários do usuário da conta e realizar a transação imediatamente. Ele utiliza um sistema com o conceito de blockchain, porém ao contrário de sistemas comuns, o BACEN optou por centralizar toda sua estrutura na própria instituição, ao invés de utilizar uma rede descentralizada como as de criptomoedas por exemplo.
O professor de direito Dirk Zetzche, da Universidade de Luxemburgo opinou sobre a opção do Banco Central pelo sistema em uma entrevista dizendo que: "Um DLT (registro distribuído) demora um pouco até que todos os livros contábeis sejam atualizados. No universo BTC, são 15 minutos. Isso seria mais longo e mais caro do que o que existe na SEPA (Zona Única de Pagamentos em Euro). Eu acho que o sistema de pagamento instantâneo que você encontra no Brasil e em muitos outros países do mundo está caminhando na mesma direção."

## Conclusão
Alguns projetos idealizados com a tecnologia blockchain já estão em uso, outros ainda não se tornaram realidade. Contudo a influência dessa nova tecnologia é cada vez mais perceptível e já precede que será a solução de grandes problemas no futuro. Como outras tecnologias, a blockchain está em constantes adaptações e em pouco tempo se tornará indispensável tanto para grandes empresas quanto para os seus usuários.